# Paroisse de Saint Andrew
Pour les articles homonymes, voir Saint Andrew.
Saint Andrew, (chef-lieu Half Way Tree) est une des 14 paroisses de la Jamaïque. Elle est située au sud-est de la Jamaïque dans le comté du Surrey. Elle s'étend du nord de la capitale Kingston jusqu'aux montagnes Bleues. Elle est le lieu de naissance de George William Gordon (1820–1865), l'un des sept héros nationaux de Jamaïque.

## Personnalités liées à la commune
- Samuel Felsted (1743–1802), organiste et compositeur ;
- Linford Christie (1960-), athlète britannique ;
- Clinton Fearon (1951-), chanteur de reggae ;
- Christine Craig (1943-), écrivaine jamaïcaine.